# Joueur par excellence de la Série de championnat

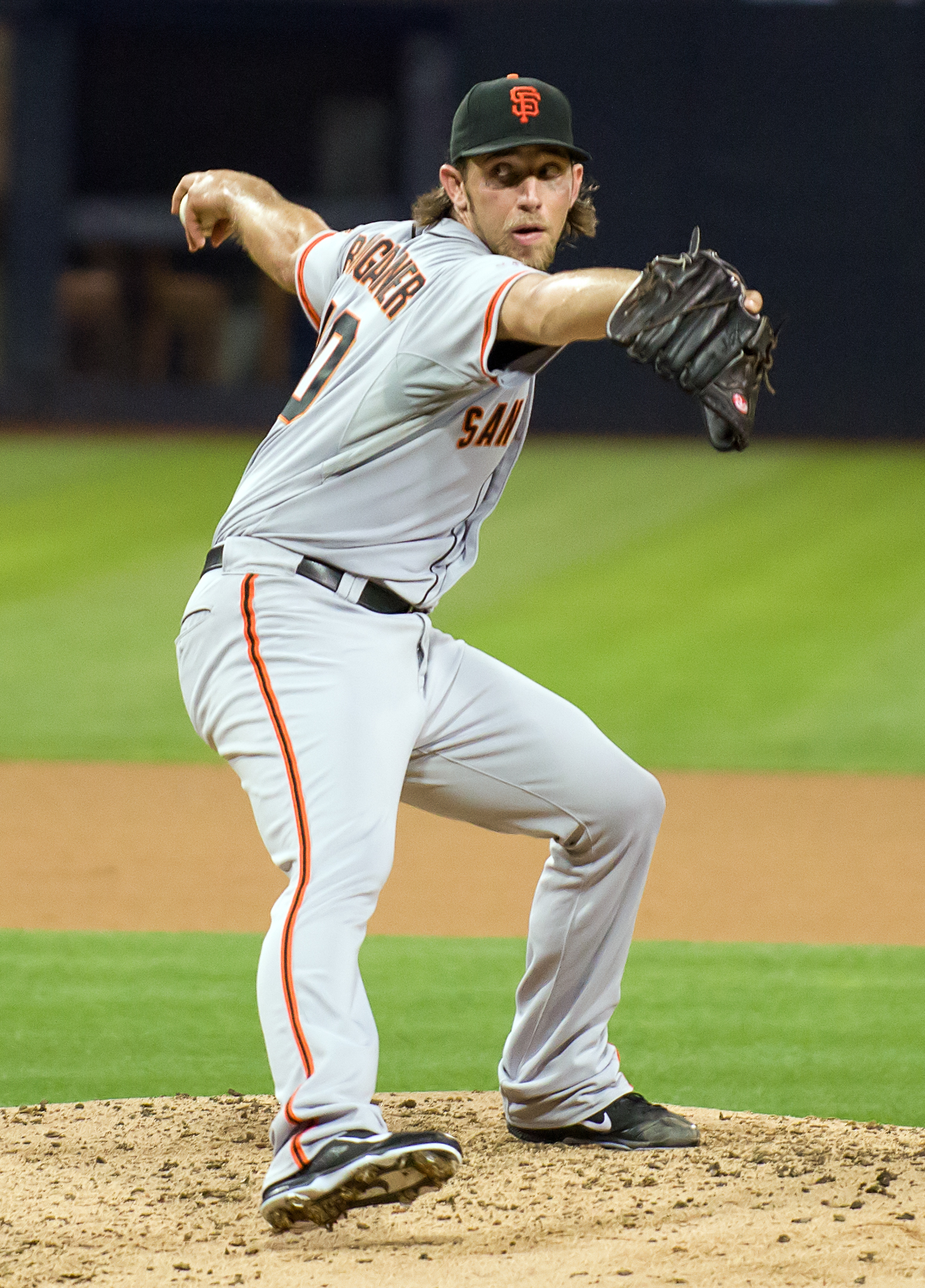
Madison Bumgarner, joueur par excellence de la Série de championnat 2014 de la Ligue nationale avec les Giants de San Francisco.

Le titre de joueur par excellence de la Série de championnat est une récompense annuelle remise par les deux ligues composant la Ligue majeure de baseball.
Il est décerné aux athlètes s'étant le plus illustré dans la Série de championnat de la Ligue nationale et dans la Série de championnat de la Ligue américaine. Ces deux séries sont les finales des ligues Nationale et Américaine de baseball, qui précèdent la grande finale du baseball majeur, appelée Série mondiale.
La Ligue nationale remet ce prix depuis 1977, alors que la Ligue américaine le décerne depuis 1980. Sauf rare exception, il n'y a qu'un vainqueur pour chacune des séries, et le récipiendaire est annoncé dans les instants suivant la conclusion du dernier match d'une série finale.
En anglais, on réfère souvent aux gagnants de ces prix par les acronymes ALCS MVP et NLCS MVP, signifiant American League Championship Series Most Valuable Player et National League Championship Series Most Valuable Player.

## Liste complète des gagnants

### Ligue nationale

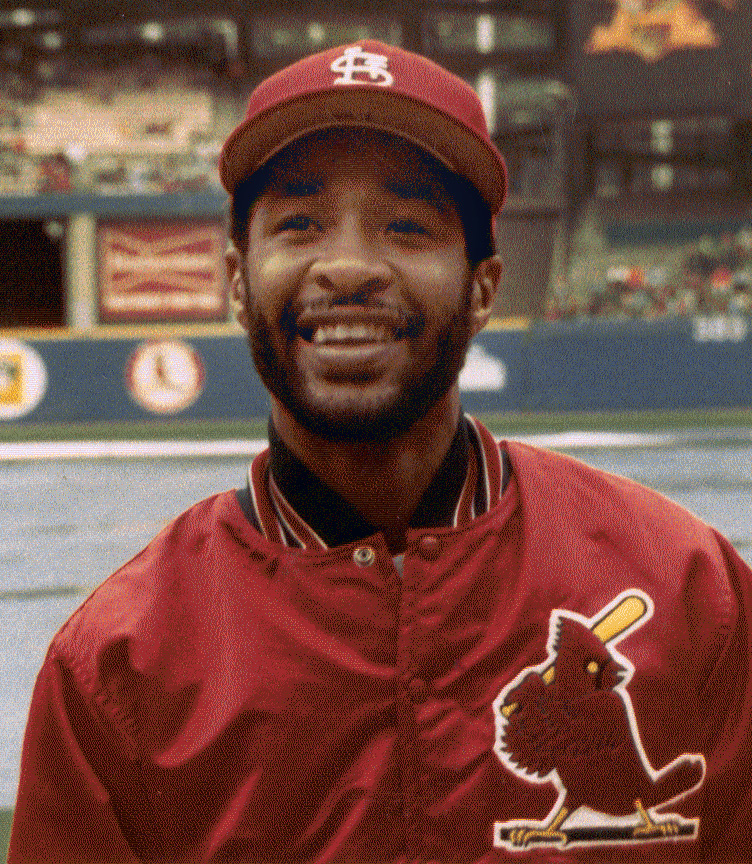
Ozzie Smith, des Cardinals, meilleur joueur de la Série de championnat de 1985.

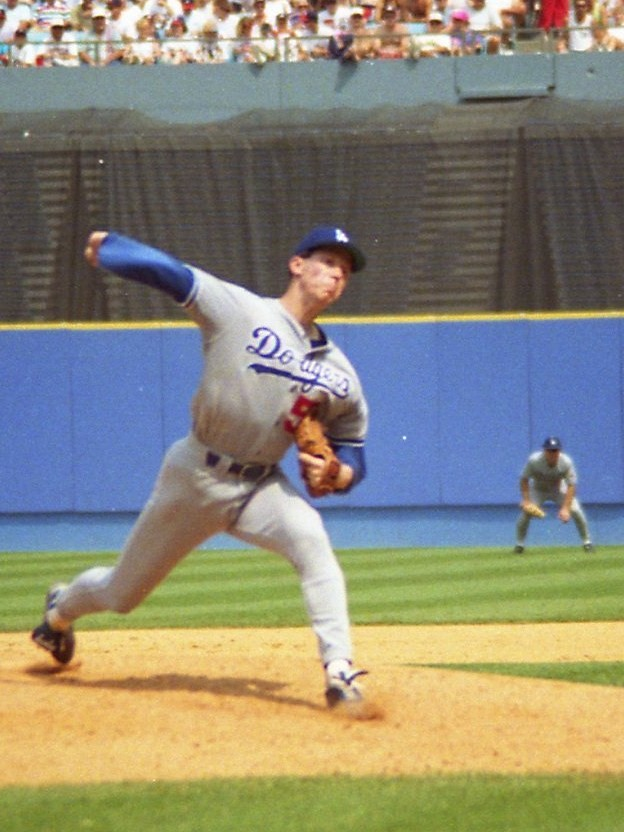
Orel Hershiser, premier athlète élu joueur par excellence d'une Série de championnat dans chaque ligue.

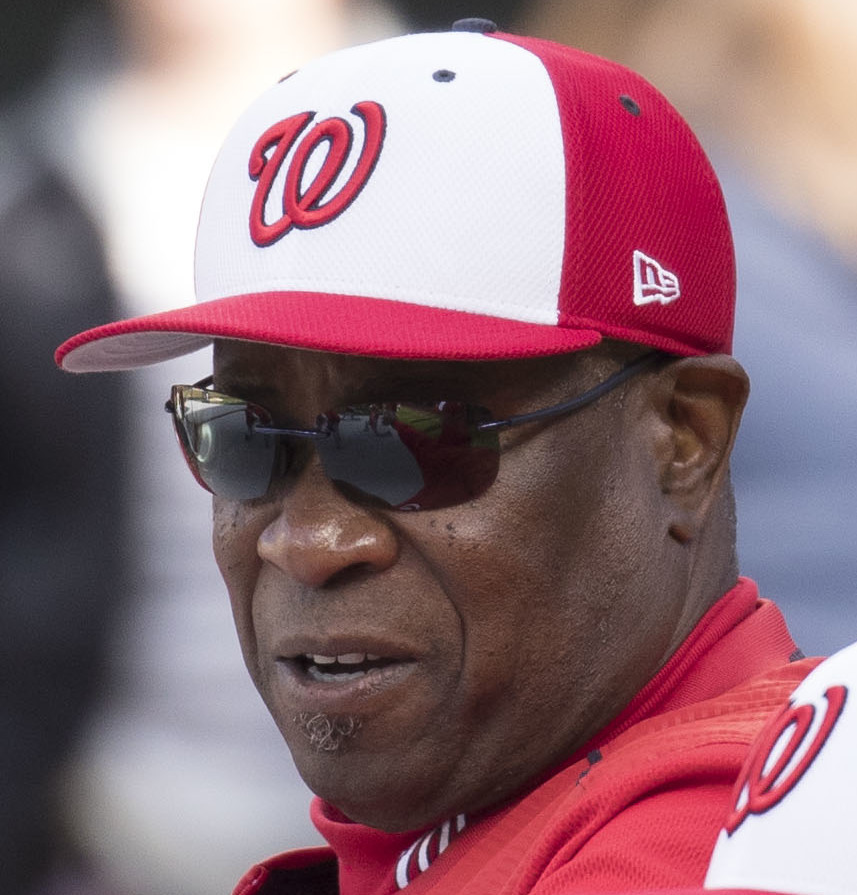
Dusty Baker, fut en 1977 le premier lauréat du titre de joueur par excellence d'une Série de championnat.

| 1977 | Dusty Baker                                                     | Voltigeur                                                       | Dodgers de Los Angeles                                          |                                                                 |                                                                 |
| 1978 | Steve Garvey                                                    | Premier but                                                     | Dodgers de Los Angeles                                          |                                                                 |                                                                 |
| 1979 | Willie Stargell                                                 | Premier but                                                     | Pirates de Pittsburgh                                           |                                                                 |                                                                 |
| 1980 | Manny Trillo                                                    | Deuxième but                                                    | Phillies de Philadelphie                                        |                                                                 |                                                                 |
| 1981 | Burt Hooton                                                     | Lanceur partant                                                 | Dodgers de Los Angeles                                          |                                                                 |                                                                 |
| 1982 | Darrell Porter                                                  | Receveur                                                        | Cardinals de Saint-Louis                                        |                                                                 |                                                                 |
| 1983 | Gary Matthews                                                   | Voltigeur                                                       | Phillies de Philadelphie                                        |                                                                 |                                                                 |
| 1984 | Steve Garvey                                                    | Premier but                                                     | Padres de San Diego                                             |                                                                 |                                                                 |
| 1985 | Ozzie Smith                                                     | Arrêt-court                                                     | Cardinals de Saint-Louis                                        |                                                                 |                                                                 |
| 1986 | Mike Scott                                                      | Lanceur partant                                                 | Astros de Houston                                               |                                                                 |                                                                 |
| 1987 | Jeffrey Leonard                                                 | Voltigeur                                                       | Giants de San Francisco                                         |                                                                 |                                                                 |
| 1988 | Orel Hershiser                                                  | Lanceur partant                                                 | Dodgers de Los Angeles                                          |                                                                 |                                                                 |
| 1989 | Will Clark                                                      | Premier but                                                     | Giants de San Francisco                                         |                                                                 |                                                                 |
| 1990 | Rob Dibble et Randy Myers                                       | Releveurs                                                       | Reds de Cincinnati                                              |                                                                 |                                                                 |
| 1991 | Steve Avery                                                     | Lanceur partant                                                 | Braves d'Atlanta                                                |                                                                 |                                                                 |
| 1992 | John Smoltz                                                     | Lanceur partant                                                 | Braves d'Atlanta                                                |                                                                 |                                                                 |
| 1993 | Curt Schilling                                                  | Lanceur partant                                                 | Phillies de Philadelphie                                        |                                                                 |                                                                 |
| 1994 | Série de championnat annulée en raison d'une grève des joueurs. | Série de championnat annulée en raison d'une grève des joueurs. | Série de championnat annulée en raison d'une grève des joueurs. | Série de championnat annulée en raison d'une grève des joueurs. | Série de championnat annulée en raison d'une grève des joueurs. |
| 1995 | Mike Devereaux                                                  | Voltigeur                                                       | Braves d'Atlanta                                                |                                                                 |                                                                 |
| 1996 | Javy López                                                      | Receveur                                                        | Braves d'Atlanta                                                |                                                                 |                                                                 |
| 1997 | Liván Hernández                                                 | Lanceur partant                                                 | Marlins de la Floride                                           |                                                                 |                                                                 |
| 1998 | Sterling Hitchcock                                              | Lanceur partant                                                 | Padres de San Diego                                             |                                                                 |                                                                 |
| 1999 | Eddie Pérez                                                     | Receveur                                                        | Braves d'Atlanta                                                |                                                                 |                                                                 |
| 2000 | Mike Hampton                                                    | Lanceur partant                                                 | Mets de New York                                                |                                                                 |                                                                 |
| 2001 | Craig Counsell                                                  | Deuxième but                                                    | Diamondbacks de l'Arizona                                       |                                                                 |                                                                 |
| 2002 | Benito Santiago                                                 | Receveur                                                        | Giants de San Francisco                                         |                                                                 |                                                                 |
| 2003 | Iván Rodríguez                                                  | Receveur                                                        | Marlins de la Floride                                           |                                                                 |                                                                 |
| 2004 | Albert Pujols                                                   | Premier but                                                     | Cardinals de Saint-Louis                                        |                                                                 |                                                                 |
| 2005 | Roy Oswalt                                                      | Lanceur partant                                                 | Astros de Houston                                               |                                                                 |                                                                 |
| 2006 | Jeff Suppan                                                     | Lanceur partant                                                 | Cardinals de Saint-Louis                                        |                                                                 |                                                                 |
| 2007 | Matt Holliday                                                   | Voltigeur                                                       | Rockies du Colorado                                             |                                                                 |                                                                 |
| 2008 | Cole Hamels                                                     | Lanceur partant                                                 | Phillies de Philadelphie                                        |                                                                 |                                                                 |
| 2009 | Ryan Howard                                                     | Premier but                                                     | Phillies de Philadelphie                                        |                                                                 |                                                                 |
| 2010 | Cody Ross                                                       | Voltigeur                                                       | Giants de San Francisco                                         |                                                                 |                                                                 |
| 2011 | David Freese                                                    | Troisième but                                                   | Cardinals de Saint-Louis                                        |                                                                 |                                                                 |
| 2012 | Marco Scutaro                                                   | Deuxième but                                                    | Giants de San Francisco                                         |                                                                 |                                                                 |
| 2013 | Michael Wacha                                                   | Lanceur partant                                                 | Cardinals de Saint-Louis                                        |                                                                 |                                                                 |
| 2014 | Madison Bumgarner                                               | Lanceur partant                                                 | Giants de San Francisco                                         |                                                                 |                                                                 |
| 2015 | Daniel Murphy                                                   | Deuxième but                                                    | Mets de New York                                                |                                                                 |                                                                 |
| 2016 | Javier Báez Jon Lester                                          | Deuxième but Lanceur partant                                    | Cubs de Chicago                                                 |                                                                 |                                                                 |
| 2017 | Justin Turner Chris Taylor                                      | Troisième but Champ centre/arrêt-court                          | Dodgers de Los Angeles                                          |                                                                 |                                                                 |
| 2018 | Cody Bellinger                                                  | Premier but                                                     | Dodgers de Los Angeles                                          |                                                                 |                                                                 |
| 2019 | Howie Kendrick                                                  | Deuxième but                                                    | Nationals de Washington                                         |                                                                 |                                                                 |
| 2020 | Corey Seager                                                    | Arrêt-court                                                     | Dodgers de Los Angeles                                          |                                                                 |                                                                 |
| 2021 | Eddie Rosario                                                   | Champ gauche                                                    | Braves d'Atlanta                                                |                                                                 |                                                                 |
| 2022 | Bryce Harper                                                    | Frappeur désigné                                                | Phillies de Philadelphie                                        |                                                                 |                                                                 |

### Ligue américaine
Le joueur par excellence de la Ligue américaine de baseball reçoit le trophée Lee MacPhail, nommé en l'honneur de celui qui fut président de la Ligue américaine de 1974 à 1984.

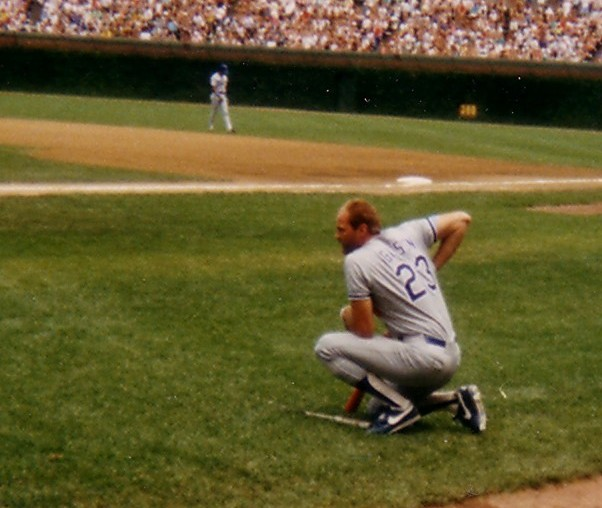
Kirk Gibson, joueur par excellence de la Série de championnat 1984.

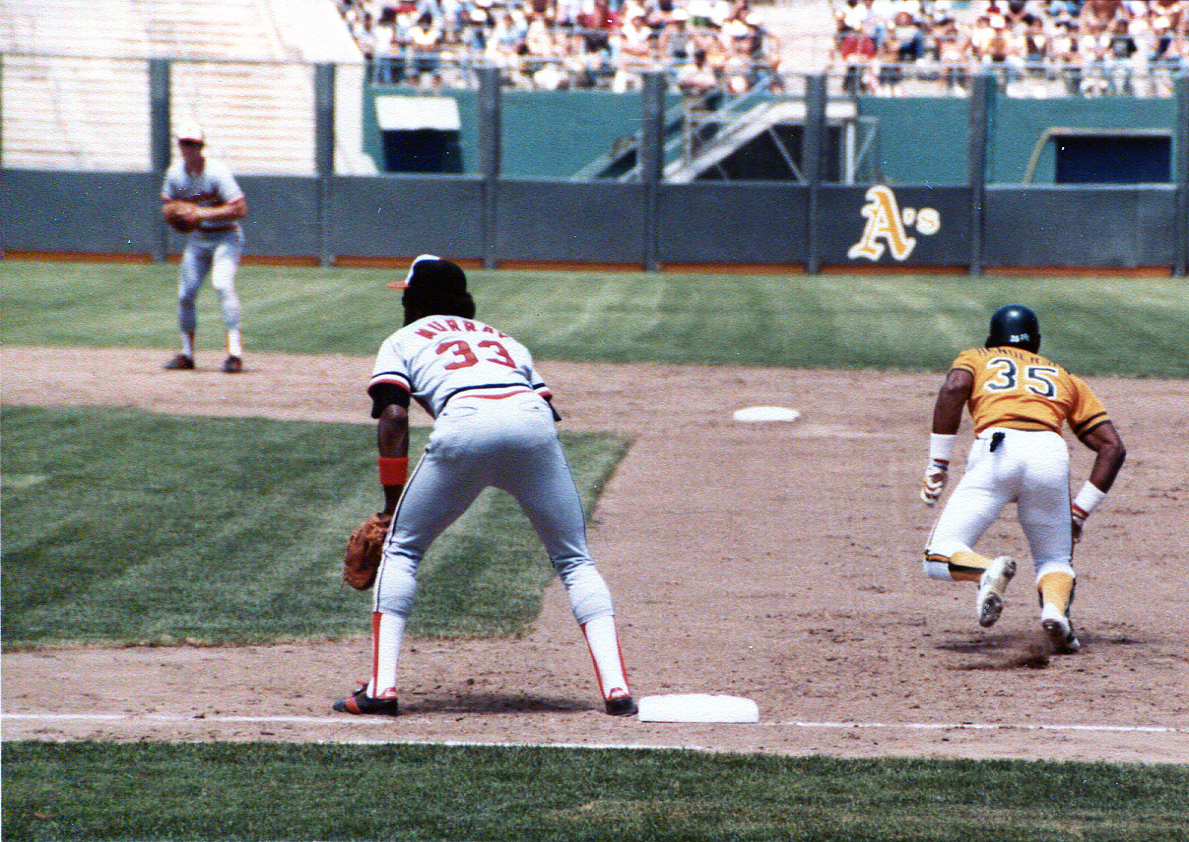
Rickey Henderson (à droite) est élu meilleur joueur de la Série de championnat en 1989.

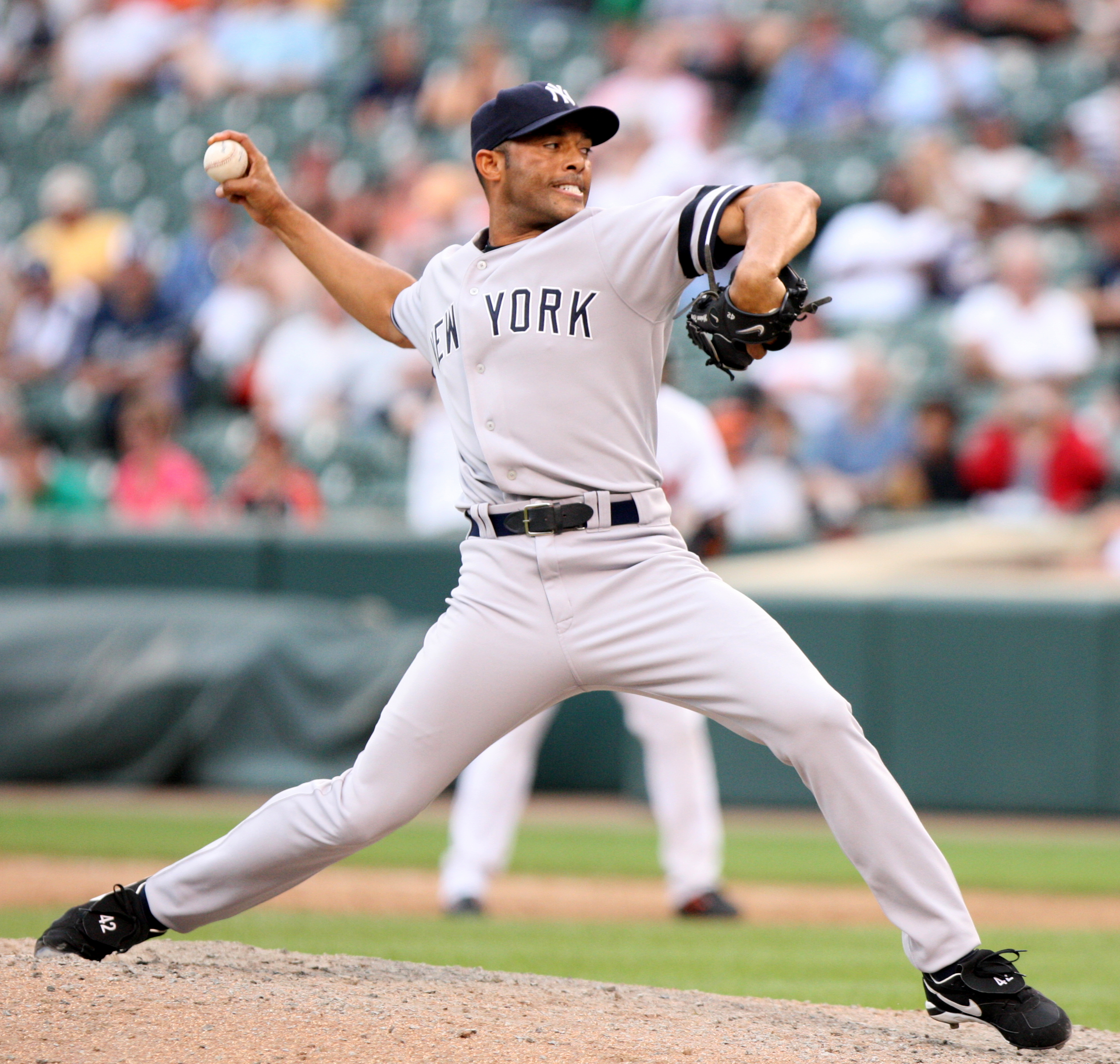
Le stoppeur Mariano Rivera, joueur par excellence de la Série de championnat de 2003.

| 1980 | Frank White                                                     | Deuxième but                                                    | Royals de Kansas City                                           |                                                                 |                                                                 |
| 1981 | Graig Nettles                                                   | Troisième but                                                   | Yankees de New York                                             |                                                                 |                                                                 |
| 1982 | Fred Lynn                                                       | Voltigeur                                                       | Angels de la Californie                                         |                                                                 |                                                                 |
| 1983 | Mike Boddicker                                                  | Lanceur partant                                                 | Orioles de Baltimore                                            |                                                                 |                                                                 |
| 1984 | Kirk Gibson                                                     | Voltigeur                                                       | Tigers de Detroit                                               |                                                                 |                                                                 |
| 1985 | George Brett                                                    | Troisième but                                                   | Royals de Kansas City                                           |                                                                 |                                                                 |
| 1986 | Marty Barrett                                                   | Deuxième but                                                    | Red Sox de Boston                                               |                                                                 |                                                                 |
| 1987 | Gary Gaetti                                                     | Troisième but                                                   | Twins du Minnesota                                              |                                                                 |                                                                 |
| 1988 | Dennis Eckersley                                                | Releveur                                                        | Athletics d'Oakland                                             |                                                                 |                                                                 |
| 1989 | Rickey Henderson                                                | Voltigeur                                                       | Athletics d'Oakland                                             |                                                                 |                                                                 |
| 1990 | Dave Stewart                                                    | Lanceur partant                                                 | Athletics d'Oakland                                             |                                                                 |                                                                 |
| 1991 | Kirby Puckett                                                   | Voltigeur                                                       | Twins du Minnesota                                              |                                                                 |                                                                 |
| 1992 | Roberto Alomar                                                  | Deuxième but                                                    | Blue Jays de Toronto                                            |                                                                 |                                                                 |
| 1993 | Dave Stewart                                                    | Lanceur partant                                                 | Blue Jays de Toronto                                            |                                                                 |                                                                 |
| 1994 | Série de championnat annulée en raison d'une grève des joueurs. | Série de championnat annulée en raison d'une grève des joueurs. | Série de championnat annulée en raison d'une grève des joueurs. | Série de championnat annulée en raison d'une grève des joueurs. | Série de championnat annulée en raison d'une grève des joueurs. |
| 1995 | Orel Hershiser                                                  | Lanceur partant                                                 | Indians de Cleveland                                            |                                                                 |                                                                 |
| 1996 | Bernie Williams                                                 | Voltigeur                                                       | Yankees de New York                                             |                                                                 |                                                                 |
| 1997 | Marquis Grissom                                                 | Voltigeur                                                       | Indians de Cleveland                                            |                                                                 |                                                                 |
| 1998 | David Wells                                                     | Lanceur partant                                                 | Yankees de New York                                             |                                                                 |                                                                 |
| 1999 | Orlando Hernandez                                               | Lanceur partant                                                 | Yankees de New York                                             |                                                                 |                                                                 |
| 2000 | Dave Justice                                                    | Voltigeur                                                       | Yankees de New York                                             |                                                                 |                                                                 |
| 2001 | Andy Pettitte                                                   | Lanceur partant                                                 | Yankees de New York                                             |                                                                 |                                                                 |
| 2002 | Adam Kennedy                                                    | Deuxième but                                                    | Angels d'Anaheim                                                |                                                                 |                                                                 |
| 2003 | Mariano Rivera                                                  | Lanceur de relève                                               | Yankees de New York                                             |                                                                 |                                                                 |
| 2004 | David Ortiz                                                     | Frappeur désigné                                                | Red Sox de Boston                                               |                                                                 |                                                                 |
| 2005 | Paul Konerko                                                    | Premier but                                                     | White Sox de Chicago                                            |                                                                 |                                                                 |
| 2006 | Plácido Polanco                                                 | Deuxième but                                                    | Tigers de Detroit                                               |                                                                 |                                                                 |
| 2007 | Josh Beckett                                                    | Lanceur partant                                                 | Red Sox de Boston                                               |                                                                 |                                                                 |
| 2008 | Matt Garza                                                      | Lanceur partant                                                 | Rays de Tampa Bay                                               |                                                                 |                                                                 |
| 2009 | C.C. Sabathia                                                   | Lanceur partant                                                 | Yankees de New York                                             |                                                                 |                                                                 |
| 2010 | Josh Hamilton                                                   | Voltigeur                                                       | Rangers du Texas                                                |                                                                 |                                                                 |
| 2011 | Nelson Cruz                                                     | Voltigeur                                                       | Rangers du Texas                                                |                                                                 |                                                                 |
| 2012 | Delmon Young                                                    | Frappeur désigné                                                | Tigers de Détroit                                               |                                                                 |                                                                 |
| 2013 | Koji Uehara                                                     | Lanceur de relève                                               | Red Sox de Boston                                               |                                                                 |                                                                 |
| 2014 | Lorenzo Cain                                                    | Voltigeur                                                       | Royals de Kansas City                                           |                                                                 |                                                                 |
| 2015 | Alcides Escobar                                                 | Arrêt-court                                                     | Royals de Kansas City                                           |                                                                 |                                                                 |
| 2016 | Andrew Miller                                                   | Lanceur de relève                                               | Indians de Cleveland                                            |                                                                 |                                                                 |
| 2017 | Justin Verlander                                                | Lanceur partant                                                 | Astros de Houston                                               |                                                                 |                                                                 |
| 2018 | Jackie Bradley, Jr.                                             | Voltigeur                                                       | Red Sox de Boston                                               |                                                                 |                                                                 |
| 2019 | José Altuve                                                     | Deuxième but                                                    | Astros de Houston                                               |                                                                 |                                                                 |
| 2020 | Randy Arozarena                                                 | Voltigeur                                                       | Rays de Tampa Bay                                               |                                                                 |                                                                 |
| 2021 | Yordan Álvarez                                                  | Frappeur désigné                                                | Astros de Houston                                               |                                                                 |                                                                 |
| 2022 | Jeremy Peña                                                     | Arrêt-court                                                     | Astros de Houston                                               |                                                                 |                                                                 |

## Récipiendaires notoires

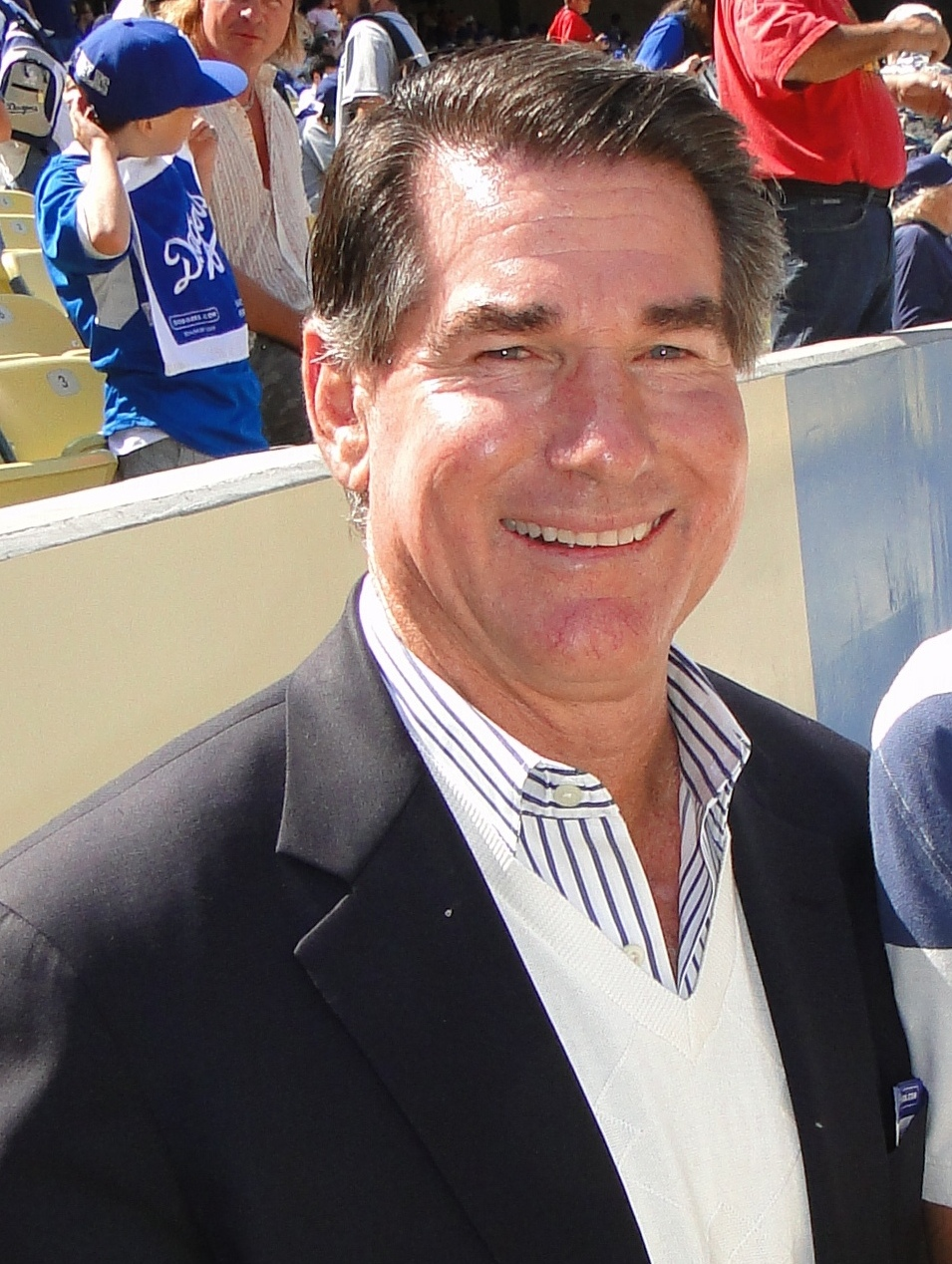
Steve Garvey, photographié en 2010.

- Steve Garvey fut le premier joueur à gagner deux fois le titre de joueur par excellence d'une Série de championnat, et le premier à le faire avec deux équipes différentes. Il reçut le prix en 1978 comme porte-couleurs des Dodgers de Los Angeles et en 1984 avec les Padres de San Diego, deux clubs de la Ligue nationale.
- Dave Stewart réédita l'exploit, mais cette fois dans la Ligue américaine, avec les A's d'Oakland de 1990 et les Blue Jays de Toronto de 1993.
- L'autre double vainqueur du titre de meilleur joueur de la Série de championnat, Orel Hershiser, a la distinction d'être le seul à l'avoir remporté dans chacune des deux ligues : avec les Dodgers de Los Angeles de la Ligue nationale en 1988, puis avec les Indians de Cleveland de la Ligue américaine en 1995.
- Sept joueurs dans l'histoire ont été nommés joueur par excellence de la Série de championnat, puis joueur par excellence de la Série mondiale la même année : Willie Stargell des Pirates de Pittsburgh (1979), Darrell Porter des Cardinals de Saint-Louis (1982), Orel Hershiser des Dodgers de Los Angeles (1988), Liván Hernández des Marlins de la Floride (1997), Cole Hamels des Phillies de Philadelphie (2008), David Freese des Cardinals (2011) et Madison Bumgarner des Giants de San Francisco (2014).
- Trois joueurs ont remporté le titre de joueur par excellence d'une Série de championnat et d'une Série mondiale dans leur carrière, mais à des années différentes : Curt Schilling (dans la Nationale en 1993 et en Série mondiale 2001), Mariano Rivera (meilleur joueur de la Série mondiale 1999 et de la finale de l'Américaine en 2003) et Josh Beckett (Série mondiale 2003 et Série de championnat de l'Américaine en 2007).
- En 1982, Fred Lynn des Angels de la Californie devient le premier gagnant du titre de joueur par excellence de la Série de championnat de la Ligue américaine à faire partie de l'équipe ayant perdu la série. Les Angels s'inclinent cette année-là devant les Brewers de Milwaukee. La chose se produisit deux fois dans la Nationale : Mike Scott est nommé meilleur joueur de la Série de championnat 1986 alors que son équipe, les Astros de Houston, perd face aux Mets de New York; et Jeffrey Leonard des Giants de San Francisco est honoré de la même façon en 1987 dans la défaite de son club devant les Cardinals de Saint-Louis.
- Le premier lanceur de relève à mériter le prix fut Dennis Eckersley, des A's d'Oakland, en 1988.
- Le premier et le seul (en date de 2010) frappeur désigné à être élu meilleur joueur de la série finale de l'Américaine est David Ortiz, des Red Sox de Boston, en 2004.